# Marie Høeg
Marie Høeg, née le 15 avril 1866 et morte le 22 février 1949, est une photographe et suffragette norvégienne. Les travaux publiés d'Høeg sont traditionnels, tandis que ses photographies privées, y compris celles créées avec sa partenaire, Bolette Berg, contestent l'idée de genre. Elle est la fondatrice de la Horten Discussion Association, toujours active aujourd'hui,. Høeg lance également la branche de l'Association Nationale pour le Droit de Vote des Femmes à Horten, le Conseil des Femmes et l'Association de lutte contre la tuberculose de la ville.

## Biographie
Høeg est née à Langesund le 15 avril 1866. Elle fait ses études de photographie à Brevik et termine son apprentissage en 1890. 
De 1890 à 1895, Høeg vit en Finlande, travaillant comme photographe à Ekenäs et Hanko. Là, elle est fortement influencée par le mouvement des droits des femmes finlandais.
Høeg déménage à Horten en 1895 avec Bolette Berg. Berg a cinq ans de moins qu'elle et a suivi une formation de photographe, probablement lorsqu'elles vivaient en Finlande,. Høeg et Berg mettent en place et dirigent leur propre studio de photographie, nommé Berg & Høeg. Høeg utilise leur studio, non seulement pour la photographie, mais aussi comme un lieu de rencontre pour les femmes intéressées par le féminisme et le droit de vote des femmes. 

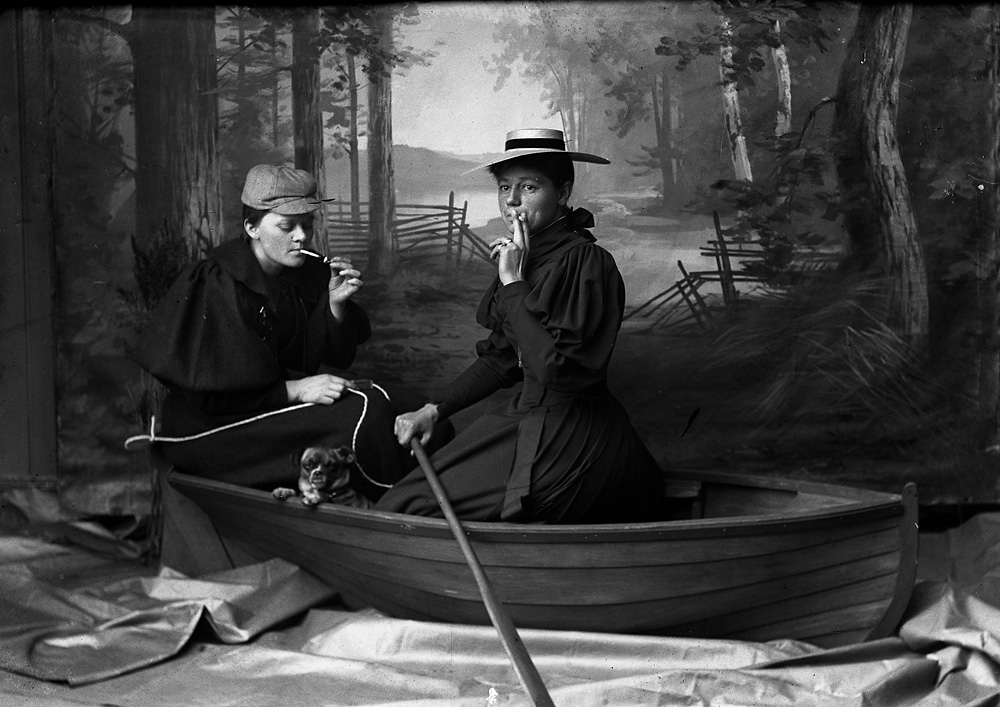
Photo de Høeg et sa partenaire Bolette Berg.

Høeg et Berg déménagent à Kristiania (Oslo) en 1903 et continuent de travailler en tant que photographes professionnelles, principalement la production scénique et les portraits pour cartes postales,.
Les deux fondent la société d'édition Berg og Høghs Kunstforlag A. S., publiant des ouvrages tels que les trois volumes de Norske Kvinder, sur l'histoire des femmes norvégiennes.
Marie Høeg meurt à Oslo le 22 février 1949.
Nombres de ses négatifs en verre sont découverts après sa mort, à l'intérieur d'une grange dans les années 1980. La grange se trouve sur une propriété ayant appartenu au couple à la fin de leur vie. Une série de négatifs fait dans un cadre « privé » contient des photographies de Berg et de Høeg habillées dans des vêtements pour hommes, fumant et portant de fausses moustaches. Ces 440 négatifs sur verre sont maintenant dans la collection du Preus Museum à Horten.